# Liste der Baudenkmäler in Veitshöchheim
Auf dieser Seite sind die Baudenkmäler in der unterfränkischen Gemeinde Veitshöchheim zusammengestellt. Diese Tabelle ist eine Teilliste der Liste der Baudenkmäler in Bayern. Grundlage ist die Bayerische Denkmalliste, die auf Basis des Bayerischen Denkmalschutzgesetzes vom 1. Oktober 1973 erstmals erstellt wurde und seither durch das Bayerische Landesamt für Denkmalpflege geführt wird. Die folgenden Angaben ersetzen nicht die rechtsverbindliche Auskunft der Denkmalschutzbehörde.
 Diese Liste gibt den Fortschreibungsstand vom 28. Mai 2020 wieder und enthält 41 Baudenkmäler.

## Baudenkmäler nach Gemeindeteilen

### Veitshöchheim
| Lage | Objekt                                    | Beschreibung | Akten-Nr.     | Bild |
| --- | ----------------------------------------- | --- | ------------- | --- |
| An der Steige 9, 11 (Standort)                                                                           | Bildhäuschen                              | rundbogiger Nischenaufsatz, darin Figurengruppe mit Tod des Hl. Josef, auf Postament mit Inschrift, Sandstein, bezeichnet 1762 | D-6-79-202-33 | weitere Bilder |
| Bahnhofstraße 6 (Standort)                                                                               | Türrahmung                                | geohrtes Gewände, bezeichnet 1700 | D-6-79-202-3  | weitere Bilder |
| Bahnhofstraße 10 (Standort)                                                                              | Wohngebäude, sogenanntes Kehrsches Haus   | im 17./18. Jahrhundert Wohnhaus des Hofgärtners, zweigeschossiger, unregelmäßiger Massivbau mit Satteldach, mit profilierten, gestelzten Fensterrahmungen und östlichem Anbau, Kellerbogen bezeichnet 1580 | D-6-79-202-4  | weitere Bilder |
| Bahnhofstraße 11 (Standort)                                                                              | Bahnhofsempfangsgebäude                   | erhöhter Mittelbau als dreigeschossiger, reich gegliederter Sandsteinquaderbau mit Walmdach, flankiert von loggienartigen Flankenbauten mit sogenanntem Königspavillon im Norden sowie südlich anschließenden Bahnsteigen, von Gottfried von Neureuther, 1855 | D-6-79-202-5  | weitere Bilder |
| Bahnhofstraße 20 (Standort)                                                                              | Wohngebäude                               | dreigeschossiger, verputzter Krüppelwalmdachbau mit geohrten Fensterrahmungen, 18. Jahrhundert | D-6-79-202-6  | weitere Bilder |
| Bahnlinie Würzburg – Aschaffenburg (bei Bahn-km 7,599, an der Gemeindegrenze zu Thüngersheim) (Standort) | Wasserdurchlass der Ludwigs-Westbahn      | Rundbogen, Sandsteinquader, 1850/54 | D-6-79-202-41 | [[Vorlage:Bilderwunsch/code!/C:49.8483,9.86584!/D:Bahnlinie Würzburg – Aschaffenburg (bei Bahn-km 7,599, an der Gemeindegrenze zu Thüngersheim), Wasserdurchlass der Ludwigs-Westbahn!/\|BW]] |
| Echterstraße                                                                                             | Wasserkanäle                              | zum ehemals fürstbischöflichen Schloss und Hofgarten gehörig, 17./18. Jahrhundert; nicht nachqualifiziert, im Bayerischen Denkmal-Atlas nicht kartiert | D-6-79-202-43 | BW |
| Echterstraße 10, Würzburger Straße 3, Kirchstraße 32 (Standort)                                          | Schloss Veitshöchheim                     | Ehemaliger Sommersitz der Würzburger Fürstbischöfe, zweigeschossiger Kernbau umgeben von vier quadratischen Türmen, errichtet unter Fürstbischof Peter Philipp von Dernbach, durch Heinrich Zimmer, 1680–1682, erweitert um die seitlich anschließenden, quadratischen, zweigeschossigen Anbauten mit östlichen Treppentürmen, errichtet unter Fürstbischof Johann Gottfried von Guttenberg, im Wesentlichen durch den Hofbaumeister Antonio Petrini, 1691/92, später erweitert um zwei flankierende, zweigeschossige Pavillonbauten sowie Erneuerung der geschweiften Mansardwalmdächer, unter Fürstbischof Carl Philipp von Greiffenclau, nach Entwürfen von Balthasar Neumann, 1749–1753, mit Ausstattung. (Geschütztes Kulturgut). - Hofgarten (Lage), seit dem 17. Jahrhundert Fasanerie, dann Umgestaltung zum Lustgarten unter Antonio Petrini, mit Futtermauern, Schlossparterre, hölzernen Eckpavillons, vier künstlichen Seen, darunter der sogenannte Große See sowie einem großzügigen Baum- und Heckengarten im Süden und einem Nutzgarten im Nordwesten, 1702/03, später Anlage des sogenannten Baluster- oder Kleinen Sees, 1721, Ausgestaltung mit Sandsteinplastiken wie die Schweizergardisten am Fasanentor sowie die Musen- und Göttergestalten der westlichen Futtermauer, von Johann Wolfgang von der Auwera, 1752–1756, erneute Umgestaltung zum Rokokolustgarten, unter Johann Philipp Geigel, mit dem Gros der Gartenplastik von Ferdinand Tietz, hervorzuheben hier die Fontänenskulptur Parnass (1766), weiterhin antike Göttergestalten, aber auch Skulpturen des höfischen Umfeldes sowie Fabelwesen nach Äsop und La Fontaine, 1765–1768, zuletzt Einbeziehung der sogenannten Dreieckszone im Osten, mit Resten der im Zweiten Weltkrieg zerstörten Kaskade, dem sogenannten Grottentempel und Ausgestaltung durch Skulpturen von Johann Peter Wagner, der auch die innere Balustrade des Schlosses mit den sogenannten Kindergruppen versah, 1772–1775 (nahezu sämtliche 320 Skulpturen und Zierstücke wurden mittlerweile durch Kopien oder Abgüsse ersetzt), - zwei Pavillons, sogenannte Indianische Tempel (Lage) (Lage), mit auf Palmstämmen getragene Zeltdächer mit Ananasbekrönung und Sitzgruppe, Sandstein, von Ferdinand Tietz, 1768 - Tempel (Lage), sogenannter Grottentempel oder Belvedere, zweigeschossiger, achteckiger Tempel mit Tuffsteinsockel, darin Tiergestalten, inkrustiert, von Materno Bossi, 1772/73 - Treillagepavillons (Lage) (Lage), hölzerne Pavillons mit Schieferdach im mittigen südlichen Laubengangbereich, mit Fresken von Franz Anton Ermeltraut, 1765 - Wasserturm (Lage), sogenannter Gelber Turm, achteckiger, viergeschossiger Massivbau mit Welscher Haube und quadratischem Sockel, von Georg Zimmer, 1. Hälfte 18. Jahrhundert - Einfriedung (Lage), Bruchsteinmauer, im Kernbereich 1702/03, im Laufe des 18. Jahrhunderts sukzessive erweitert - Einfahrtstor im Süden (Lage), sogenanntes Kaisertor, mit Putten von Johann Peter Wagner und schmiedeeisernem Gitter von Johann Anton Oegg, 1774 - Einfahrtstor im Westen (Lage), sogenanntes Fasanentor, Rundbogentor mit Wappenrelief, bezeichnet 1702 - Turm (Lage), sogenannter „Schießturm“ oder „Blauer Turm“, Rundturm, Bruchsteinmauer, 16. Jahrhundert - Wasserkanäle, unterirdisch, 1765–1768 (vgl. auch Echterstraße) | D-6-79-202-2  | weitere Bilder |
| Eremitenmühlstraße 7, 8, 9, 10, 11 (Standort)                                                            | Ehemalige Mühle, sogenannte Eremitenmühle | U-förmige Anlage mit westlichem, zweigeschossigen Hauptgebäude mit Mansardwalmdach sowie östlich daran anschließenden, zweigeschossigen Walmdachbauten mit Fachwerkobergeschossen, 18. Jahrhundert, im Kern älter | D-6-79-202-7  | weitere Bilder |
| Erwin-Vornberger-Platz 1 (Standort)                                                                      | Wappensteine                              | fürstbischöfliche Wappenreliefs, Sandstein, 16./17. Jahrhundert | D-6-79-202-19 | weitere Bilder |
| Erwin-Vornberger-Platz 1, 2, 3 (Standort)                                                                | Ehemals Kavaliersbau des Schlosses        | Anlage des 18. Jahrhunderts, seit dem späten 19. Jahrhundert Kneippkuranstalt, ab 1902 Bayerische Landesanstalt für Weinbau und Gartenbau, jetzt Rathaus, Dreiflügelanlage mit zweigeschossigen Massivbauten mit Satteldächern, und pavillonartigen Eckbauten mit Mansarddächern, Nordflügel ehemals Kavaliersbau, Südflügel ehemals Küchenbau, beide 1748 errichtet, Ostflügel, ehemals eingeschossiges Wachgebäude, von 1922 bis 1924 erneuert und baulich dem übrigen Bestand angeglichen | D-6-79-202-8  | weitere Bilder |
| Erwin-Vornberger-Platz 1 (Standort)                                                                      | Tordurchfahrt                             | mit Resten der Einfriedung, Bruchsteinmauerwerk, gleichzeitig | D-6-79-202-8  | weitere Bilder |
| Erwin-Vornberger-Platz 1, 2, 3 (Standort)                                                                | Brunnen                                   | pfeilerartige Brunnensäule mit Pinienzapfenbekrönung und ovaler Brunnenschale, wohl 18. Jahrhundert | D-6-79-202-8  | weitere Bilder |
| Fachtalweg, Talberg (Standort)                                                                           | Bildstock                                 | erneuerte Madonnenfigur nach historischem Vorbild, auf Postament mit historischer Frontplatte mit Inschrift, Sandstein, bezeichnet 1764 | D-6-79-202-31 | BW |
| Herrnstraße 1 (Standort)                                                                                 | Ehemaliger Pfarrhof                       | zweigeschossiger Massivbau mit Satteldach, Schweifgiebeln und gestelzten profilierten Fenstergewänden, Spätrenaissance, 1611 | D-6-79-202-9  | weitere Bilder |
| Herrnstraße 1 (Standort)                                                                                 | Ehemaliger Pfarrhof: Garteneinfriedung    | mit Portal und Kreuzigungsrelief, bezeichnet 1614 | D-6-79-202-9  | weitere Bilder |
| Herrnstraße 7 (Standort)                                                                                 | Wohngebäude                               | zweigeschossiger, verputzter Halbwalmdachbau teilweise mit geohrten Fensterrahmungen, Westseite mit Vollwalm, frühes 18. Jahrhundert | D-6-79-202-36 | weitere Bilder |
| Herrnstraße 8, Nähe Herrnstraße (Standort)                                                               | Gartenhaus                                | kleiner zweigeschossiger Satteldachbau mit Fachwerkobergeschoss, 18. Jahrhundert, Gartentor, 17. Jahrhundert | D-6-79-202-10 | weitere Bilder |
| Herrnstraße 13 a (Standort)                                                                              | Ehemalige Würzburgische Kellerei          | zwei gestaffelte, eingeschossige Massivbauten mit Satteldächern, geohrten Fensterrahmungen und tonnengewölbten Weinkellern, 18. Jahrhundert | D-6-79-202-11 | weitere Bilder |
| Herrnstraße 13 a (Standort)                                                                              | Stallungen                                | eingeschossiger Satteldachbau, teilweise Fachwerk, wohl 18./19. Jahrhundert | D-6-79-202-11 | weitere Bilder |
| Herrnstraße 17 (Standort)                                                                                | Wohngebäude                               | von 1867 bis 1932 Mädchenschule, Krankenstation und Kinderbewahranstalt, zweigeschossiger, verputzter Massivbau mit Walmdach und geohrten Fenstergewänden, 18. Jahrhundert | D-6-79-202-12 | weitere Bilder |
| Herrnstraße 17 (Standort)                                                                                | Hoftor                                    | gleichzeitig | D-6-79-202-12 | weitere Bilder |
| Herrnstraße 19 (Standort)                                                                                | Gasthof Blaue Traube                      | zweigeschossiger Walmdachbau mit Sockelgeschoss und geohrten Fensterrahmungen, zweites Obergeschoss teilweise Fachwerk, 18. Jahrhundert | D-6-79-202-13 | weitere Bilder |
| Herrnstraße 19 (Standort)                                                                                | Hoftor                                    | barock, gleichzeitig | D-6-79-202-13 | weitere Bilder |
| Kirchstraße 12 (Standort)                                                                                | Wohngebäude                               | eingeschossiger Massivbau mit Halbwalmdach über hohem Sockel, 1. Hälfte 19. Jahrhundert | D-6-79-202-14 | weitere Bilder |
| Kirchstraße 12 (Standort)                                                                                | Hofeinfahrt                               | Rundbogentor, bezeichnet 1705 | D-6-79-202-14 | weitere Bilder |
| Kirchstraße 19 (Standort)                                                                                | Ehemaliges Wohngebäude                    | jetzt Gasthaus, zweigeschossiger Halbwalmdachbau mit Fachwerkobergeschoss, um 1800 | D-6-79-202-15 | weitere Bilder |
| Kirchstraße 20 (Standort)                                                                                | Hausmadonna                               | Sandstein, 17. Jahrhundert | D-6-79-202-16 | BW |
| Kirchstraße 20 (Standort)                                                                                | Hoftor                                    | 17. Jahrhundert | D-6-79-202-16 | BW |
| Kirchstraße 32 (Standort)                                                                                | Katholische Pfarrkirche Sankt Vitus       | Saalbau mit eingezogenem Chor und westlichem Turm mit Spitzhelm, Turm 1. Hälfte 13. Jahrhundert, Langhaus 1690–1692 erneuert, mit Ausstattung | D-6-79-202-18 | weitere Bilder |
| Kirchstraße 32 (Standort)                                                                                | Kreuzigungsgruppe                         | Kruzifix des späten 19. Jahrhunderts, flankiert von Maria und Johannes in der Art Peter Wagners, auf gemeinsamem Sockel, Sandstein, 2. Hälfte 18. Jahrhundert | D-6-79-202-18 | weitere Bilder |
| Kirchstraße 32 (Standort)                                                                                | Bildstock mit Kreuzigung und Heiligen     | 17. Jahrhundert | D-6-79-202-28 | weitere Bilder |
| Kreuzelle (Standort)                                                                                     | Bildstock                                 | rundbogiger Nischenaufsatz, darin modernes Ölbergrelief, auf Postament mit Inschrift, Kalkstein, bezeichnet 1670 | D-6-79-202-34 | BW |
| Martinstraße 2 (Standort)                                                                                | Wohngebäude                               | zweigeschossiger Massivbau mit Walmdach, mit anthroposophischen Gestaltungsmerkmalen, von Alfred Pirling, 1934 | D-6-79-202-37 | weitere Bilder |
| Mühlgasse 7 (Standort)                                                                                   | Ehemaliges jüdisches Wohnhaus             | jetzt Jüdisches Kulturmuseum, zweigeschossiger verputzter Satteldachbau mit Fachwerkobergeschoss, mit östlichem Vorbau, 1. Hälfte 18. Jahrhundert | D-6-79-202-38 | weitere Bilder |
| Nähe An der Steige (Standort)                                                                            | Kreuzschlepper                            | Figur des kreuztragenden Christus auf Sockel mit Inschriftenkartusche, über Pfeiler auf Tischsockel, Sandstein, bezeichnet 1723 | D-6-79-202-32 | weitere Bilder |
| Martinstraße (Standort)                                                                                  | Friedhof                                  | umfriedete Anlage mit Grabdenkmäler des 18.–20. Jahrhundert | D-6-79-202-1  | weitere Bilder |
| Martinstraße (Standort)                                                                                  | Friedhofskapelle Sankt Martin             | romanischer Saalbau mit westlichem Turm mit Spitzhelm, 12. Jahrhundert, gotisches Langhaus, 1589, mit Ausstattung | D-6-79-202-1  | weitere Bilder |
| Martinstraße (Standort)                                                                                  | Kreuzigungsgruppe                         | Kruzifix auf Postament mit Inschrift, flankiert von Maria und Johannes, Sandstein, um 1780, Peter Wagner zugeschrieben, Sockel bezeichnet 1624 | D-6-79-202-1  | weitere Bilder |
| Martinstraße (Standort)                                                                                  | Kreuzweg                                  | 14 Stationen, neugotische Gusseisenreliefs, um 1870/80 | D-6-79-202-1  | weitere Bilder |
| Obere Maingasse 31 (Standort)                                                                            | Hausfigur                                 | Erzengel Michael in Muschelnische, Sandstein, 17. Jahrhundert | D-6-79-202-20 | Hausfigur |
| Thüngersheimer Straße 5 (Standort)                                                                       | Gasthof Weißes Lamm                       | dreigeschossiger Mansardhalbwalmdachbau mit Fachwerkobergeschoss und Ausleger des 19. Jahrhunderts, 18./19. Jahrhundert | D-6-79-202-21 | weitere Bilder |
| Thüngersheimer Straße 5 (Standort)                                                                       | Gasthof Weißes Lamm                       | Nebengebäude, zweigeschossiger, verputzter Massivbau mit Satteldach, gleichzeitig, überformt | D-6-79-202-21 | BW |
| Thüngersheimer Straße 15 (Standort)                                                                      | Hausmadonna                               | gefasst, 18. Jahrhundert | D-6-79-202-22 | weitere Bilder |
| Thüngersheimer Straße 15 (Standort)                                                                      | Hoftoranlage                              | Rundbogentor mit separater Pforte, profiliertes Gewände, bezeichnet 1618 | D-6-79-202-22 | weitere Bilder |
| Thüngersheimer Straße 19 (Standort)                                                                      | Wohngebäude                               | zweigeschossiger, verputzter Mansardhalbwalmdachbau über hohem Sockel, mit Sandsteingliederung, 18. Jahrhundert | D-6-79-202-23 | weitere Bilder |
| Mühlgasse 6 (Standort)                                                                                   | Synagoge                                  | tonnengewölbter Massivbau mit Halbwalmdach, 1727–1730 | D-6-79-202-23 | weitere Bilder |
| Thüngersheimer Straße 32 (Standort)                                                                      | Wohngebäude                               | zweigeschossiger, verputzter Massivbau mit Halbwalmdach, 18. Jahrhundert | D-6-79-202-24 | weitere Bilder |
| Thüngersheimer Straße 32 (Standort)                                                                      | Hoftor                                    | rundbogig, bez.1693 | D-6-79-202-24 | weitere Bilder |
| Tiergartenstraße 3 (Standort)                                                                            | Wohngebäude                               | wohl in Zusammenhang mit dem Pumpwerk des Hofgartens stehend, eingeschossiger Massivbau mit Walmdach und geohrten Fensterrahmungen, 18. Jahrhundert | D-6-79-202-25 | BW |
| Würzburger Straße 3 (Standort)                                                                           | Ehemaliges Hofgärtnerhaus                 | zweigeschossiger Walmdachbau, teilweise mit Fachwerkobergeschoss und geohrten Fensterrahmungen, 18. Jahrhundert, Pforte, gleichzeitig | D-6-79-202-26 | weitere Bilder |
| Würzburger Straße 3 (Standort)                                                                           | Ökonomiegebäude                           | eingeschossiger Massivbau mit Walmdach und geohrten Fensterrahmungen, gleichzeitig | D-6-79-202-26 | BW |
| Würzburger Straße 4 (Standort)                                                                           | Wohngebäude                               | eingeschossiger verputzter Mansarddachbau über hohem Sockel mit geohrten Fensterrahmungen, 18. Jahrhundert | D-6-79-202-27 | weitere Bilder |
| Würzburger Straße 4 (Standort)                                                                           | Hoftor                                    | gleichzeitig | D-6-79-202-27 | weitere Bilder |
| Würzburger Straße 7 (Standort)                                                                           | Wohngebäude                               | zweigeschossiger, verputzter Walmdachbau über L-förmigem Grundriss, mit Fachwerkobergeschoss, 18. Jahrhundert | D-6-79-202-39 | weitere Bilder |
| Würzburger Straße 26 (Standort)                                                                          | Ehemals Mietshaus                         | zweigeschossiger, verputzter Massivbau mit Satteldach und einigen geohrten Fensterrahmungen, im Kern spätes 18. Jahrhundert, später verändert | D-6-79-202-40 | Ehemals Mietshaus |
| Würzburger Straße 28 (Standort)                                                                          | Hausfigur                                 | Maria Immaculata, 19. Jahrhundert | D-6-79-202-29 | BW |

### Gadheim
| Lage                           | Objekt                           | Beschreibung | Akten-Nr.     | Bild           |
| ------------------------------ | -------------------------------- | --- | ------------- | -------------- |
| Gadheimer Straße (Standort)    | Katholische Kapelle Sankt Markus | Saalbau mit leicht eingezogenem Chor, dieser mit Walmbedachung, und Dachreiter, im Kern 1467, im 18. Jahrhundert verändert, mit Ausstattung. | D-6-79-202-35 | weitere Bilder |
| Gadheimer Straße 24 (Standort) | Relief der Marienkrönung         | mit Inschrifttafel, Sandstein, 1862 | D-6-79-202-52 | weitere Bilder |

## Ehemalige Baudenkmäler
| Lage                                    | Objekt      | Beschreibung | Akten-Nr.     | Bild |
| --------------------------------------- | ----------- | --- | ------------- | ---- |
| Veitshöchheim Am Geisberg 21 (Standort) | Geisbergbad | 1964–68 von Bernhard Haid (Fürth), Flachdachgebäude aus schalungsrauhem Ortbeton, Umkleidegebäude um atriumartigen Innenhof, nach Süden zweigeschossig mit Freitreppe, westlich verbunden mit Wohnhaus des Bademeisters, Schwimmbecken mit Sprungturm, weiträumigem Freigelände | D-6-79-202-42 | BW   |